# Ecnomus woronan
Ecnomus woronan är en nattsländeart som beskrevs av Cartwright 1990. Ecnomus woronan ingår i släktet Ecnomus och familjen trattnattsländor. Inga underarter finns listade i Catalogue of Life.